# Palazzetto Scali-Buondelmonti
Il palazzetto Scali-Buondelmonti è un edificio civile del centro storico di Firenze, situato in borgo Santi Apostoli 22.

## Storia e descrizione
Nell'insieme si presenta sulla via come edificio cinquecentesco (seppure con vari rifacimenti), sviluppato per tre assi su tre piani, con cornici di ricorso e finestre ad arco decorate di bozze rilevate. Così Marcello Jacorossi: "La casa faceva parte del ceppo di antichi fabbricati che gli Scali possedevano intorno al loro palazzo di piazza Santa Trinita e che era limitato da un vicolo oggi richiuso. Quando la potente famiglia decadde da suo splendore, la maggior parte dei beni vennero impegnati e venduti. Questo palazzetto subì numerosi passaggi di proprietà: nel 1466 era di un Frosino di Benvenuto Banchi che lo vendé, nel 1488, ai Cambi e nel 1517 l'acquistarono Lionardo e Lorenzo Buondelmonti, insieme al palazzo di piazza Santa Trinita. Ai Buondelmonti si deve la riduzione del palazzetto all'aspetto attuale. Ai lati delle finestre sono anelli portatorce in ferro battuto".